# Cumberland megye (Virginia)
Cumberland megye az Amerikai Egyesült Államokban, azon belül Virginia államban található. Megyeszékhelye Cumberland (Virginia), legnagyobb városa Farmville. Lakosainak száma 9675 fő (2020. április 1.). Cumberland megye Goochland, Powhatan, Amelia, Prince Edward, Buckingham és Fluvanna megyékkel határos.

## Népesség
A megye népességének változása:
| Lakosok száma | 10 039 | 9987 | 9836 | 9841 | 9719 | 9675 |
|               | 2010   | 2011 | 2012 | 2013 | 2015 | 2020 |